# Scherma ai Giochi della I Olimpiade - Fioretto maestri maschile
La gara del fioretto maestri dei Giochi della I Olimpiade fu uno dei tre eventi sportivi, riguardanti la scherma dei primi Giochi olimpici moderni, tenutosi ad Atene, il 7 aprile 1896.
Hanno partecipato alla competizione solo due atleti, il greco Leōnidas Pyrgos e il francese Joanni Perronet. La gara, che si tenne nello Zappeion di Atene, era riservata ai soli atleti maschi, come tutte le competizioni dell'Olimpiade di Atene 1896. Questa era la sola gara di questa manifestazione olimpica riservata agli sportivi professionisti; le altre erano riservate, per volere del CIO e di Pierre De Coubertin, ai soli atleti dilettanti.

## Risultati
Si tenne solo una singola gara tra il greco Leōnidas Pyrgos e il francese Joanni Perronet. Pyrgos vinse l'incontro, 3-1, divenendo il primo campione greco delle Olimpiadi moderne.
| Match | Vincitore       | Toccate | Sconfitto       |
| ----- | --------------- | ------- | --------------- |
| F     | Leōnidas Pyrgos | 3-1     | Joanni Perronet |

## Classifica finale
| Posizione | Atleta          | Paese   |
| --------- | --------------- | ------- |
|           | Leōnidas Pyrgos | Grecia  |
|           | Joanni Perronet | Francia |